# Una strada per morire
Una strada per morire (A Street to Die) è un film del 1985 diretto da Bill Bennett.

## Riconoscimenti
- 1986 - Globo di Cristallo
  - Festival internazionale del cinema di Karlovy Vary